# Bears and Bad Men
Bears and Bad Men er en amerikansk stumfilm fra 1918 af Larry Semon.

## Medvirkende
- Larry Semon som Larry Cutshaw
- Madge Kirby
- Stan Laurel som Pete
- William McCall
- Blanche Payson som Maw Cutshaw